# Lenguas sudánicas centrales
Las lenguas sudánicas centrales son una rama de las lenguas nilo-saharianas, que se extienden por el África central. Son unas 60 lenguas, 2 de las cuales pertenecen a pueblos pigmeos mbuti.

## Clasificación
Las relaciones no son claras del todo. Se acepta generalmente 6 ramas agrupados a su vez en los grupos occidental y oriental.
- Sudánico central
  - Occidental o Bongo-Kresh
    - Bongo-Bagirmi: 40 lenguas poco estudiadas en Chad, Sudán del Sur y Centroáfrica.
    - Kresh: 2 lenguas en Sudán del Sur y Centroáfrica.

  - Oriental o Lendu-Mangbetu
    - Mangbetu-Asoa: En el Congo (DRC) y Camerún, incluyendo los mbuti asoa.
    - Mangbutu-Efe: En el Congo (DRC), incluyendo los mbuti efe.
    - Lendu: En el Congo (DRC), destaca el idioma lendu con 760.000 hablantes.
    - Moru-Madi: En Sudán del Sur, Congo y Uganda, destaca el aringa de Uganda con casi un millón de hablantes.

### Teoría nigero-sahariana
Blench (1992 y 2006) ha propuesto que las lenguas sudánicas centrales están relacionadas con las lenguas nigero-congoleñas, por lo que en última instancia tanto las lenguas nilo-saharianas como las nigero-congoleñas pertenecerían a una macrofamilia denominada nigero-sahariana, relacionándose del siguiente modo:
|                         | Sudánico oriental                                                |
|                         |                                                                  |
| Níger‑ sudánico central | \| \| Sudánico central \| \| \| \| \| \| Níger-Congo \| \| \| \| |
|                         | \| \| Sudánico central \| \| \| \| \| \| Níger-Congo \| \| \| \| |
|                         | Sudánico central                                                 |
|                         |                                                                  |
|                         | Níger-Congo                                                      |
|                         |                                                                  |

|  | Sudánico central |
|  |                  |
|  | Níger-Congo      |
|  |                  |

|                         | Sudánico oriental                                                |
|                         |                                                                  |
| Níger‑ sudánico central | \| \| Sudánico central \| \| \| \| \| \| Níger-Congo \| \| \| \| |
|                         | \| \| Sudánico central \| \| \| \| \| \| Níger-Congo \| \| \| \| |
|                         | Sudánico central                                                 |
|                         |                                                                  |
|                         | Níger-Congo                                                      |
|                         |                                                                  |

|  | Sudánico central |
|  |                  |
|  | Níger-Congo      |
|  |                  |

## Descripción lingüística

### Fonología
Bender (1997) recoge el siguiente inventario consonántico para el proto-sudánico-central:
|           |           | Labial | Labial | Coronal | Coronal | Palatal | Palatal | Velar | Velar | Glotal | Glotal |
| --------- | --------- | ------ | ------ | ------- | ------- | ------- | ------- | ----- | ----- | ------ | ------ |
| oclusiva  | sorda     |        |        | *t      | *t      | *c      | *c      | *k    | *k    | (*ʔ)   | (*ʔ)   |
| oclusiva  | sonora    | *b     | *b     | *d      | *d      | *ɟ      | *ɟ      | *g    | *g    |        |        |
| oclusiva  | implosiva | *ɓ     | *ɓ     | *ɗ      | *ɗ      |         |         |       |       |        |        |
| oclusiva  | prenasal. | *mb    | *mb    | *nd     | *nd     |         |         | *ŋg   | *ŋg   |        |        |
| fricativa | sorda     | *f     | *f     | *s      | *s      | *š      | *š      |       |       |        |        |
| fricativa | sonora    | *v     | *v     | (*z)    | (*z)    | *ž      | *ž      |       |       |        |        |
| nasal     | nasal     | *m     | *m     | *n      | *n      | *ñ      | *ñ      | *ŋ    | *ŋ    |        |        |
| sonorante | sonorante | *w     | *w     | *l, *r  | *l, *r  | *y      | *y      |       |       |        |        |
Los fonemas entre paréntesis son inseguros, además Bender propone que podrían haber existido los grupos consonánticos /*tr/ y /*dr/ que habrían dado resultados distintivos en las diferentes lenguas.

## Comparación léxica
Los numerales en diferentes lenguas sudánicas occidentales:
| GLOSA | Occidental   | Occidental     | Occidental  | Occidental     | Occidental | Oriental     | Oriental          | Oriental         | Oriental        | PROTO- SUDÁNICO CENTRAL |
| GLOSA | PROTO- BONGO | PROTO- BAGIRMI | PROTO- VALE | PROTO- SARA    | Kresh      | PROTO- LENDU | PROTO- MANG.-LESE | PROTO- MORU-MADI | PROTO- MANGBETU | PROTO- SUDÁNICO CENTRAL |
| ----- | ------------ | -------------- | ----------- | -------------- | ---------- | ------------ | ----------------- | ---------------- | --------------- | ----------------------- |
| '1'   | *kɔɗo~ *kɛɗo | *kaɗa          | *kɛɗa       | *kare          | ɓälã       | *aɪɗi        | *edi              | *àlō             | *kànà           | *kaɗa                   |
| '2'   | *ɾiyo        | *ɾiyo          | *diyo       | *joː           | rǒmó       | *aryɔ(?)     | *akpe             | *rɪ̀              | *-rú            | *ri(-yo)                |
| '3'   | *mota        | *mɔta          | *muta       | *mɨta~ *məta   | tötö       | *ɓo(?)       | *ʦi-na            | *nā              | *-tà            | ?                       |
| '4'   | *sowo        | *sɔː           | *sɔ         | *sɔː           | sösö       | *θɔ          | *ʦi-to            | *sū              | *-sʊ̀ʷà          | *sɔ-                    |
| '5'   | *muyi        | *mi~ *moi      | *mi         | *mi(ː)         | sálã       | *ᵐbu         | *ʦi-ᵐbu           | *tòwɪ́            | *sèzɛ̀rɛ̀nà       | *ᵐbuyi                  |
| '6'   | *dɔm+1       | *mi-ka         | *5+1        | *misã~ *mihã   | 5+1        | *aza         |                   | *ázɪ́á            | *tɛ́-kànà        | ?                       |
| '7'   | *dɔm+2       | *čili          | *5+2        | *siri          | 5+2        | *arʊ-ɓo      |                   | *ázɪ́ɪ̀rɪ̀          |                 | *ciri                   |
| '8'   | *dɔm+3       | *marta         | *5+3        | *sɔsɔ/ *ji joː | 5+3        | *arʊ         |                   | *àrò             |                 | *aro(m)                 |
| '9'   | *dɔm+4       | *do+sɔː        | *2x4(?)     | *ji kare       | 5+4        |              |                   | *órōmɪ̀           |                 | ?                       |
| '10'  | *ɓu-(?)      | *sik           | *ɓu-        | *dɔɡɔ          | kpú        | *ɗrɛ         | *aᵐbuʦi           | *mūdrɪ́           | *tɛ̀kɛ̀v̌ɛ̀         | *ɓutV                   |